# Jakov Mustapić
Jakov Mustapić (Zagabria, 22 agosto 1994) è un cestista croato.

## Palmarès
- Campionato bosniaco: 1

Igokea: 2019-20
- Coppa di Croazia: 1

Cedevita: 2019